# Боровіна (гміна Констанцин-Єзьорна)
Боровіна (пол. Borowina) — село в Польщі, у гміні Констанцин-Єзьорна Пясечинського повіту Мазовецького воєводства.
Населення — 196 осіб (2011).
У 1975-1998 роках село належало до Варшавського воєводства.

## Демографія
Демографічна структура станом на 31 березня 2011 року:
|          | Загалом | Допрацездатний вік | Працездатний вік | Постпрацездатний вік |
| -------- | ------- | ------------------ | ---------------- | -------------------- |
| Чоловіки | 100     | 22                 | 66               | 12                   |
| Жінки    | 96      | 16                 | 57               | 23                   |
| Разом    | 196     | 38                 | 123              | 35                   |